# 小内喜文
小内 喜文（こうち よしふみ、1981年1月3日 - ）は、日本のソングライター、編曲家。
千葉県船橋市出身。ビーイング所属。

## 経歴
音楽ユニットのZARDに音楽的な影響を受け、中学生の頃からDTMを開始した。専門学校に進学したのち作曲家の清岡千穂の下で学ぶ。
2012年には乃木坂46の楽曲「左胸の勇気」で作曲家として、2013年には『アイカツ!』プロジェクトの楽曲「Growing for a dream」で作詞家としてデビューを果たした。

## 提供作品
アイカツ!（ゲーム&TVアニメ）
- 「Growing for a dream」（作詞）

イッシー&はじめ
- 「ボクはロミオ」（作曲）

AKB48グループ
- AKB48
  - 「唇にBe My Baby」（作曲）
- SKE48
  - 「恋よりもDream」（作曲）
- DiVA
  - 「Lost the way」（作曲）
- Not yet
  - 「希望の花」（作曲）

KOTO
- 「奇跡のトキ」（作詞・作曲・編曲）
- 「Melty Candy」（作詞・作曲・編曲）

小林豊
- 「僕の世界が変わっていく」（作曲）

スマイルプリキュア!（TVアニメ）
- 「きらきら」（作曲）

乃木坂46
- 「左胸の勇気」（作曲）

VALSHE
- 「破戒の枝」（作曲）

BABYMETAL
- 「NO RAIN, NO RAINBOW」（共作詞・作曲 YOSHIFU-METAL）

ぽこた
- 「第一次わんにゃん大論争」（作曲・編曲）

BOYS AND MEN
- 「VOYAGER」（作曲・編曲）
- 「READY×READY!」（作曲）
- 「NAGOYA BLUES」（作曲）
- 「Dream soldier」（作曲）
- 「ツクヨミ」（作曲）

蓮花
- 「Melody of Memory」（作曲）